# Attentat de 2017 à Istanbul
Pour les articles homonymes, voir attentat d'Istanbul.
L'attentat du 1er janvier 2017 à Istanbul est une fusillade perpétrée dans une boîte de nuit, à Istanbul (Turquie). C'est le premier attentat revendiqué exclusivement par l'État islamique sur le sol turc.

## Contexte
Depuis juillet 2015, la Turquie est la cible d'une vague d'attentats meurtriers perpétrés tantôt par le Parti des travailleurs du Kurdistan (PKK) ou son dissident les Faucons de la liberté du Kurdistan (TAK), dans le cadre de la reprise du conflit kurde en Turquie, et tantôt par l'État islamique (EI) à cause de l'intensification de la présence turque dans la coalition internationale en Irak et en Syrie. Dernièrement, avec l'opération Bouclier de l'Euphrate qui a débuté après l'attentat de Gaziantep du 20 août 2016, attribué à l'EI, l'Armée syrienne libre (ASL) soutenue par les Turcs a repris la ville de Jarablus à l'EI, et tente de faire la même chose avec Al-Bab, fief de l'EI dans le nord de la Syrie. De cette façon, la Turquie tente de couper net la constitution d'un État kurde en Syrie tout en délogeant l'EI de ses frontières,.
Dans le passé, plusieurs attentats ont été attribués à l'EI par les autorités turques ; l'EI ne revendiquait jamais ses attentats sur le sol turc. Néanmoins, depuis les opérations turques dans le nord de la Syrie, la Turquie est clairement visée par l'EI dans sa propagande et, le premier attentat revendiqué par cette organisation est celui du 4 novembre 2016 à Diyarbakır. Or, cet attentat avait finalement été revendiqué par les TAK, et attribué à la rébellion kurde par les Turcs. Ainsi, la présente fusillade est considérée comme le premier attentat commandé et revendiqué par l'EI en Turquie.
L’attentat est commis dans un lieu emblématique de l’élite occidentalisée fréquentée par des vedettes du football, des personnalités du show-business, de riches hommes d’affaires, des touristes. L'alcool y était présent, de même que des symboles ayant trait à Noël comme des guirlandes, alors que la date choisie était celle de la fête du Jour de l'an selon le calendrier chrétien grégorien, qualifiée dans la revendication de l'attentat de « fête païenne ». Les Stambouliotes fêtent traditionnellement ces dates et les sapins de Noël y sont courants. Toutefois, l'attentat survient dans un contexte inhabituel de contestation de ces festivités par des organes de presse islamistes proches du gouvernement et d'action de groupes militants ayant figuré des pères Noël dans des mises en scène macabres en toute impunité. Les imams ont proféré des mises en garde contre les fêtards. L'attaque terroriste peut ainsi être rapprochée d'une attaque contre les modes de vie comme l'ont été les attaques d'une salle de concert ou de terrasses de café lors des attentats du 13 novembre 2015 en France.

## Déroulement
Un homme armé a ouvert le feu à 1 h 30 heure locale dans une boîte de nuit du quartier d'Ortaköy, à Istanbul. Ce club, le Reina, est un haut lieu de la vie nocturne stambouliote. Il se situe sur la rive occidentale du Bosphore (détroit qui relie la mer Noire et la mer de Marmara), directement au bord de l'eau. Muni de fusils d'assaut de la catégorie des AK-47, l'assaillant a pénétré dans l'établissement après avoir tiré sur un officier de police et un vigile postés devant l'entrée,. Il a alors tiré dans la foule, avant de prendre la fuite.
Durant les 7 minutes de la fusillade, le terroriste utilise des chargeurs doubles pour optimiser le temps de rechargement, tire plus de 180 balles, vise le haut du corps pour augmenter le taux de mortalité des tirs et lance des grenades aveuglantes pour désorienter ses cibles. Il se rend ensuite dans la cuisine pour se changer et nettoyer son arme, avant de ressortir prendre un taxi. Au moment de l'attaque, entre 700 et 800 personnes étaient présentes dans la boîte de nuit, à l'occasion des festivités du Nouvel An. L'attaque a fait 39 morts (dont 15 étrangers) et 65 blessés. De nombreuses personnes ont plongé dans le Bosphore pour échapper aux tirs.

## Victimes
| Pays                | Morts | Blessés | Total | Ref.              |
| ------------------- | ----- | ------- | ----- | ----------------- |
| Turquie             | 10    | 0       | 10    | [réf. souhaitée]  |
| Arabie saoudite     | 7     | 9       | 16    | ,                 |
| Irak                | 4     | 0       | 4     | [ 14 ]            |
| Liban               | 3     | 7       | 10    | ,                 |
| Jordanie            | 2     | 4       | 6     | [ 17 ]            |
| Maroc               | 2     | 4       | 6     | [ 15 ]            |
| Inde                | 2     | 0       | 2     | [ 18 ]            |
| Koweït              | 1     | 5       | 6     | ,                 |
| Libye               | 1     | 3       | 4     | [ 21 ]            |
| Tunisie             | 1     | 1       | 2     | [ 22 ]            |
| Israël              | 1     | 1       | 2     | ,                 |
| Allemagne / Turquie | 1     | 0       | 1     | [ 26 ]            |
| Canada              | 1     | 0       | 1     | [ 14 ]            |
| France / Tunisie    | 1     | 0       | 1     | [ 27 ]            |
| Belgique / Turquie  | 1     | 0       | 1     | [ 28 ]            |
| Russie              | 1     | 0       | 1     | [ 29 ]            |
| Syrie               | 1     | 0       | 1     | [ 14 ]            |
| France              | 0     | 4       | 4     | [ 30 ]            |
| Allemagne           | 0     | 3       | 3     | [réf. nécessaire] |
| Azerbaïdjan         | 0     | 2       | 2     | [ 31 ]            |
| Bulgarie            | 0     | 1       | 1     | [ 32 ]            |
| États-Unis          | 0     | 1       | 1     | [ 33 ]            |
| Inconnu             | 0     | 24      | 24    | [réf. souhaitée]  |
| Total               | 40    | 69      | 109   | [réf. souhaitée]  |

## Enquête
(1er janvier 2017).
Le texte peut changer fréquemment, n’est peut-être pas à jour et peut manquer de recul. 
Le titre et la description de l'acte concerné reposent sur la qualification juridique retenue lors de la rédaction de l'article et peuvent évoluer en même temps que celle-ci.
Selon Vasip Şahin, préfet de la province d'Istanbul, l'attaque est un attentat terroriste.
Selon certains rescapés, l'assaillant était déguisé en père Noël. Le premier ministre Binali Yıldırım a réfuté cette affirmation, infirmée par les vidéos de surveillance.
L'assaillant serait un tueur « professionnel » venu de Syrie avec sa femme et ses deux enfants, et originaire d'Asie centrale. Installé à Konya depuis novembre 2016, il aurait des liens avec la cellule islamiste à l'origine de l'attentat d'Istanbul du 28 juin 2016. Certains médias ont diffusé un passeport appartenant à un citoyen kirghize ressemblant à l'assaillant, mais il est rapidement mis hors de cause. Au moins 36 personnes ont été interpellées par la police turque dans le cadre de cette enquête, dont l'épouse du terroriste présumé,.
Le 4 janvier, le ministre des Affaires étrangères Mevlüt Çavuşoğlu annonce que l'auteur a été identifié sans relever son identité. Le lendemain, lors d'un entretien télévisé, le vice-Premier ministre Veysi Kaynak, de son côté, confirme que le terroriste a été identifié, qu'il pourrait s'agir d'un Ouïghour et assure que sa « probable localisation » a été déterminée,.
Selon la presse turque, Macharipov aurait reçu l'ordre de commettre un attentat en Turquie directement de Raqqa, capitale de l'État islamique en Syrie. On lui aurait d'abord demandé de viser la place Taksim, mais compte tenu de l'important dispositif de sécurité, il aurait finalement décidé assez aléatoirement d'attaquer la Reina qui était beaucoup moins protégée, selon lui.

### Arrestation
Le 16 janvier, à 21 h 15 (heure locale), Abdoulkadir Macharipov (nommé au sein de Daesh : Abou Mohammad Khorassani), l'auteur présumé de l'attentat, est arrêté à Istanbul dans le quartier d'Esenyurt grâce à une opération conjointe des services de renseignement turcs (MIT) et de la police anti-terroriste stambouliote. Cela faisait trois jours que la police avait identifié sa cache, mais attendait pour intervenir afin d'attraper d'éventuels complices. Il est interpellé dans l'appartement d'un Kirghize en compagnie d'un Irakien, de trois femmes (une Égyptienne, une Sénégalaise et une Somalienne) et de son fils de quatre ans. Le locataire a aussi été arrêté alors que l'enfant a été confié aux services sociaux. Macharipov serait un Ouzbek né en 1983, terroriste chevronné qui parle quatre langues et qui s'est notamment entraîné en Afghanistan. Il aurait avoué être l’assaillant et ses empreintes digitales correspondraient avec celles qui ont été relevées sur l'arme utilisée lors de l'attaque. Près de 200 000 euros, 2 armes à feu, 2 drones et des cartes SIM ont été saisis au cours de l'opération,,. Pour trouver Macharipov, la police turque a analysé 7 200 heures d'enregistrements de caméras de surveillance et 2 200 appels de renseignement.
L'arrestation de Macharipov a permis à la police turque de découvrir et de démanteler plusieurs cellules de l’État islamique. Ce serait la raison pour laquelle il n'y aurait pas eu d'autre attentat d'ampleur en Turquie en 2017.

### Revendication
L'attaque est revendiquée le 2 janvier par l'État islamique, qui déclare dans un communiqué : « Dans la continuité des saintes opérations menées par l’État islamique contre le protecteur de la Croix, la Turquie, un soldat héroïque du califat a frappé une des discothèques les plus connues où les Chrétiens célèbrent leur fête apostate » ; et précisant que le terroriste a utilisé des grenades et une arme à feu. Il s'agit de la première fois que Daech revendique ouvertement un attentat en Turquie - bien qu'il soit soupçonné d'avoir commis plusieurs attentats en 2015 et 2016 sans les revendiquer.

## Procès
Le 11 décembre 2017 s'ouvre le procès de Abdoulkadir Macharipov, et de 56 complices présumés. Parmi les complices présumés se trouve une de ses femmes Zarina Nurruyaleva. Abdoulkadir Macharipov avait avoué durant l'enquête être le tireur. Le procureur général d'Istanbul a requis 40 fois la peine de perpétuité contre lui.
Parmi les 56 autres accusés se trouvent deux Français, dont Abdurrauf Sert, un Franco-Turc, qui a hébergé Macharipov durant sa traque. Il est également suspecté d'être un des co-organisateurs de l'attaque. Pourtant, Sert a un profil non-radicalisé, et aurait même signalé aux autorités françaises le souhait de sa sœur de se rendre en Syrie. L'autre Française est Tene Traoré, une Franco-Sénégalaise, l'autre épouse de Macharipov. Venant d'accoucher d'un enfant de ce dernier, elle ne se rend pas au tribunal, mais comparaît depuis sa cellule, via vidéo-conférence. Le parquet général a requis 3 342 ans de prison contre elle.
Le 7 septembre 2020, Macharipov est condamné 40 fois à la perpétuité - une peine de perpétuité pour chacune des 39 victimes, plus une supplémentaire pour le massacre en lui-même.

## Répercussions
Le jour même de l'attaque, comme après chaque attentat, le Conseil supérieur de l’audiovisuel turc (RTÜK) censure les médias. De son côté, trois jours après la fusillade, le Parlement turc autorise la prolongation de trois mois de l'état d'urgence qui est actif depuis la tentative de coup d'État du 15 juillet 2016.
Les joueuses étrangères de basket-ball du championnat turc, principalement américaines, hésitent à rester dans le pays après la multiplication des attentats et le voisinage de combats ou actes de guerre. Sugar Rodgers (Osmaniye) n'y reste que quelques semaines avant de repartir. Si Danielle Robinson (Mersin) dit vouloir rester confiante sur sa sécurité, Shavonte Zellous, jouant depuis plusieurs années en Turquie, dit s'interroger sur le fait d'y poursuivre son séjour.
La Reina ne rouvrira jamais ses portes. La mairie d'Istanbul la fait démolir en mai 2017, à cause d'infractions aux règles d'urbanisme.
L'arrestation de Macharipov a permis à la police turque de découvrir et de démanteler plusieurs cellules de l’État islamique. Ce serait la raison pour laquelle il n'y aurait pas eu d'autre attentat d'ampleur en Turquie en 2017.